# 脇坂安清
脇坂 安清（わきさか やすずみ）は、江戸時代中期の大名。播磨国龍野藩の第3代藩主。龍野藩脇坂家5代。官位は従五位下淡路守。

## 生涯
貞享2年（1685年）8月6日、第2代藩主・脇坂安照の長男として江戸で誕生。元禄11年（1698年）9月28日、5代将軍・徳川綱吉に拝謁し、元禄12年（1699年）12月に従五位下伊勢守に叙任し、宝永6年（1709年）11月13日の父の隠居により跡を継いだ。その際、脇坂家が代々名乗っている淡路守への変更を願い出て、伊勢守から淡路守に改めた。また、弟・安利に2000石を分与したため、龍野藩は5万3000石から5万1000石となった。
正徳元年（1711年）、朝鮮通信使を東海道三嶋駅にて饗応した。正徳4年（1714年）4月には、勅使饗応役として伏見宮貞建親王の馳走職を担った。
享保7年（1722年）2月9日、父に先立って死去。享年38。跡を3男・安興が継いだ。

## 系譜
- 父：脇坂安照（1658-1722）
- 母：岡部直好娘
- 正室：カメ - 秋月種政娘
- 側室：貞性院 - 武藤喜六娘
- 側室：慈性院 - 鵜川内蔵助娘
  - 三男：脇坂安興（1717-1747）
- 生母不明の子女
  - 男子：脇坂安貞
  - 男子：清次郎
  - 女子：甘露寺規長継室
  - 女子：内藤政里正室
  - 女子